# Lars Hedman (arkitekt)
Lars Olof Gustav Hedman, född 29 januari 1928 i Harlu, Karelen, död 29 juni 2001 i Helsingfors, var en finlandssvensk arkitekt. 
Hedman utexaminerades från Tekniska högskolan i Helsingfors 1953 och tjänstgjorde därefter vid Kurt Simbergs arkitektbyrå, där han bland annat medverkade i planeringen av Svenska handelshögskolan. Han startade egen arkitektverksamhet 1955 tillsammans med makan Mona Hedman, varefter de båda segrade i en rad arkitekttävlingar, vilket resulterade i bland annat kretssjukhuset i Jakobstad och Insinöörioppilastalo i Tammerfors. Han var speciallärare vid Tekniska högskolan i Helsingfors 1963–1968 och biträdande professor i stadsplanering 1966–1968. 
Hedman var stadsarkitekt i Jakobstad 1955–1960, chef för Helsingfors regionplansförbund 1966–1970 och verkschef för Helsingfors stadsplaneringskontor 1970–1991. Han verkade under 1970-talet ivrigt mot den kraftiga kontoriseringen av Helsingfors stadskärna och mot alla försök att bygga skyskrapor eller högre kontorshus där. Han medverkade även till fastställande av generalplanen för Helsingfors centralpark (1978). Efter pensioneringen tog han, bland annat genom debattartiklar, kraftigt ställning mot den splittrade planeringen i Kampen och vid Tölöviken. Han tilldelades professors titel 1988 och invaldes som ledamot av Kungliga Ingenjörsvetenskapsakademien i Stockholm 1991.